# Max Immelmann
Max Immelmann (Dresde, 21 de septiembre de 1890 - † derribado sobre Annay-sous-Lens, Francia, 18 de junio de 1916) fue un piloto alemán de la Primera Guerra Mundial.

## Biografía
Era hijo del propietario de una fábrica, Franz Immelmann, y de Gertrude Sidonie. Con 25 años ingresó en el Cuerpo de Cadetes de Dresde, donde se preparó para una exitosa carrera militar, y después de abandonar la escuela se unió al regimiento de ff.cc. Eisenbahnregiment Berlin en 1911. Entre 1913 y 1914 estudió ingeniería mecánica en Dresde.
Cuando estalló la Primera Guerra Mundial, se alistó en la Luftstreitkräfte y fue enviado para entrenarse en noviembre de 1914, entrando en el Cuerpo Aeronáutico (Luftstreitkräfte, después llamada Luftwaffe).

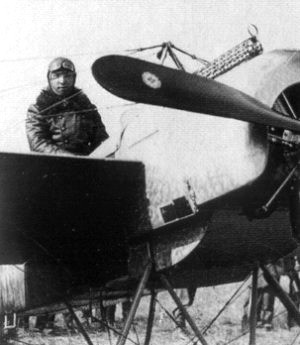
Max Immelmann en un Fokker E.I

Inicialmente se estacionó en el norte de Francia como piloto de reconocimiento asignado al "Feldfliegerabteilung 10". El 3 de junio de 1915 fue derribado por un piloto francés, pero logró aterrizar detrás de las líneas alemanas. Se le condecoró por esto con la Cruz de Hierro de 2.a clase. Posteriormente, en 1915, se convirtió en piloto de combate, ganándose el sobrenombre de “El Águila de Lille” (Der Adler von Lille).
Immelmann dio nombre a una maniobra acrobática, combinando medio rizo con medio tonel desde lo alto, conocida como «vuelta Immelmann». En el ápice del plano vertical, el avión era invertido y giraba 180.º a la posición vertical. No está del todo demostrado que Immelmann pudiese hacer tal maniobra debido a las limitaciones de su avión, un Fokker monoplano. Es más probable que realizase una escalada con un reverso abrupto en lo alto, algo parecido a lo que hoy se llama Chandelle.
Fue el primer piloto galardonado con Pour le Mérite, el mayor honor militar alemán, que le fue entregado por Guillermo II de Alemania en enero de 1916. La medalla se comenzó a llamar la Blue Max en su honor. Oswald Boelcke recibió la medalla en la misma ceremonia.
En abril de 1916, es teniente del Cuerpo Aeronáutico y recibe el nuevo Fokker Eindecker E.III, que pese a ser de última generación presentaba diversos problemas de sincronización y mecanismo.
Immelman murió en combate sobre Sallaumines, al norte de Francia, el 18 de junio de 1916. Algunas fuentes, entre ellas el Servicio del Aire Alemán de la época, afirmaron que la pérdida fue debida a la artillería antiaérea amiga. Otros, incluyendo su hermano, creen que el mecanismo de interrupción (diseñado para sincronizar el disparo a través de las aspas del avión con el giro de las mismas) falló catastróficamente. De acuerdo con la versión oficial británica, sin embargo, fue derribado por el piloto de un F. E. 2b, G. R. McCubbin, junto con el observador J. H. Waller, del escuadrón 25 de la Royal Flying Corps.
Se le acreditan 15 victorias. Y posterior influencia en la aviación alemana.